# 3e régiment de dragons (France)
Le 3e régiment de dragons (ou 3e RD), est une unité de cavalerie de l'armée française, créé sous la Révolution à partir du régiment de Bourbon dragons, un régiment de cavalerie français d'Ancien Régime.
Sa devise est « Ardet et Audet » (il brûle et il ose) depuis 1761 à la suite de l'incorporation du régiment de Noé (ex Clermont-Tonnerre).

## Créations, dissolutions et différentes dénominations
- 1649 : régiment de cavalerie levé par commission du 17 janvier 1649 pour le Henri-Jules de Bourbon-Condé, fils du grand Condé.
- 1686 : Bourbon-cavalerie.
- 1776 : transformé en régiment de dragons sous le nom de Bourbon-Dragons.
- 1791 : 3e régiment de dragons.
- 1811 : Transformé en 2e régiment de chevau-légers lanciers le 3e dragons disparait et le no 3 devient vacant.
- 1816 : régiment de dragons de la Garonne (no 3).
- 1825 : 3e régiment de dragons.
- 1929 : dissous le 30 avril et recréé le 1er mai à Lunéville avec les éléments du 3e groupe de chasseurs cyclistes (3e division de cavalerie) et du 3e dragons sous le nom de 3e bataillon de dragons portés.
- 1939 : transformé en 3e régiment de dragons portés le 1er décembre.
- 1940 : maintenu dans l'armée d'armistice, en garnison à Castres.
- 1942 : dissous sous le régime de Vichy.
- 1944 : recréation du 3e régiment de dragons.
- 1945 : dissous le 1er février.
- 1976 : le 5e régiment de hussards est transformé en 3e régiment de dragons.
- 1997 : dissous le 30 juin.

## Historique des garnisons
- 1816 : casernement à Toulouse.
- 1838 : casernement à Belfort[1].
- Second Empire Léopold de Braüer colonel commandant le 3e de dragons à Vesoul.
- 1871 : casernement à Tours.
- 1886 : casernement à Nantes à la 9e brigade de dragons, à la 9e division de cavalerie d'août 1914 à juin 1916.
- 1921 : casernement à Sarrelouis et Sarrebruck.
- 1927 : casernement à Sarreguemines et Saint-Avold.
- 1929 : casernement à Lunéville.
- 1940 : casernement à Castres.
- 1976 : casernement au sein des Forces Françaises en Allemagne à Stetten am kalten Markt.

## Chefs de corps
Enghien Cavalerie
- 1649-1650: Henri Jules de Bourbon-Condé, duc d'Enghien
- 1651-1651 : Jean de Coligny, comte de Saligny
- 1659-1659 : Comte de Romainville
- 1659-1665 : Hérard Bouton, marquis de Chamilly[2]
- 1665-1671 : Gaspard de Champagne, comte de La Suze
- 1671-1681 : Marquis de Lanmary
- 1681-1686 : Comte de Xaintrailles

Bourbon Cavalerie
- 1686-1690 : Comte de Xaintrailles
- 1690-1692 : Comte de la Chapelle-Balon
- 1692-1702 : N. de Choiseul, marquis de Lanques
- 1702-1719 : N. de Royer, comte de Saint-Micaud
- 1719-1730 : N. de Crussol d'Uzès, marquis de Montausier
- 1730-1744 : François Emmanuel de Crussol d'Uzès, marquis de Crussol des Salles[3]
- 1744-1761 : Louis Joseph Nicolas, marquis de Cambis[4]
- 1761-1762 : Gabriel Augustin de Franquetot, comte de Coigny
- 1762-1770 : Louis, vicomte de Noé
- 1770-1776 : Amable Charles, marquis de La Guiche

Bourbon Dragons
- 1776-1788 : Amable Charles, marquis de La Guiche
- 1788-1789 : Jean François Léonor, baron d'Hunolstein
- 1789-1791 : Anne Michel Louis, vicomte de Roncherolles

3e Régiment de Dragons
- 1791-1792 : colonel René Pierre Louis d'Hangest
- 1792-1792 : colonel Anne Hyacinthe d'Harange de Vaujour
- 1792-1793 : colonel Paul Alexandre Leblanc-Delisle
- 1793-1794 : chef de brigade Marie Joseph Capitain
- 1794-1796 : chef de brigade Paul Guillaume Daunant
- 1797-1800 : chef de brigade André François Bron de Bailly
- 1800-1806 : chef de brigade Edmé Nicolas Fiteau
- 1806-1810 : colonel Joseph Claude Grézard
- 1810-1811 : colonel Pierre Marie-Auguste Berruyer

Dragons de la Garonne
- 1814-1815 : colonel Jean Baptiste Dubessy
- 1815-1816 : colonel Lignyville
- 1816-1822 : colonel Pusy
- 1822-1825 : colonel de Bergeret

3e Régiment de Dragons
- 1825-1830 : colonel de Bergeret
- 1830-1830 : colonel de Bougainville
- 1830-1831 : colonel de Desaix
- 1831-1841 : colonel de Brémond
- 1841-1849 : colonel de Maisonneuve
- 1849-1849 : colonel Gasten
- 1850-1851 : colonel Marion
- 1852-1861 : colonel Estampes
- 1861-1868 : colonel Brauer
- 1869-1870 : colonel Bilhau
- 1870-1871[5] : colonel Michel-Aloys Ney
- 1873-1876 : colonel Barbut
- 1876-1876 : colonel Barbault de la Motte
- 1876-1882 : colonel de Lovencourt
- 1882-1882 : colonel Ouguen
- 1882-1889 : colonel Duvivier
- 1889-1897 : colonel de Beaumarchais
- 1897-1903 : colonel de Seroux
- 1903-1908 : colonel Louvat
- 1908-1909 : colonel Chene
- 1909-1913 : colonel Lechevrel
- 1914-1918 : colonel Schmidt
- 1918-1919 : colonel de la Motterouge
- 1919-1919 : colonel de Chaillou
- 1919-1921 : colonel de la Teillais
- 1921-1925 : colonel Rivain
- 1925-1929 : lieutenant-colonel de Baciocchi

3e Bataillon de Dragons Portés
- 1929-1936 Chef d’escadrons Ricklin
- 1936-1939 Chef d’escadrons de Reboul

3e Régiment de Dragons Portés
- 1939-1940 Lieutenant-colonel de Reboul

3e Régiment de Dragons Portés (Armée d'armistice)
- 1940-1942 Colonel Amanrich

3e Régiment de Dragons (Résistance)
- 1942-1944 Chef d’escadrons d’Audibert de Lussan

3e Régiment de Dragons (Libération de la France)
- 1944-1945 Chef d’escadrons de Segonzac

3e Régiment de Dragons
- 1976-1977 Lieutenant-colonel Royer
- 1977-1979 Lieutenant-colonel Arlabosse
- 1979-1981 Lieutenant-colonel Ernould
- 1981-1983 Lieutenant-colonel Bizet
- 1983-1985 Lieutenant-colonel Vergé
- 1985-1987 Colonel Elie
- 1987-1989 Colonel Lasserre
- 1989-1992 Colonel Le Roy
- 1992-1994 Lieutenant-colonel Péron
- 1994-1996 Lieutenant-colonel Chevallier-Chantepie
- 1996-1997 Colonel Le Bot

## Historique des combats et batailles

### Ancien Régime
Régiment d'Enghien-Cavalerie
- 1653-1659 : Fronde
- 1667-1668 : Guerre de Dévolution
- 1672-1678 : Guerre de Hollande

Régiment de Bourbon-Cavalerie
- 1688-1697 : Ligue d'Augsbourg
- 1701-1713 : Guerre de succession d'Espagne
- 1733-1735 : Guerre de succession de Pologne
- 1740-1748 : Guerre de Succession d'Autriche
- 1756-1763 : Guerre de Sept Ans - Bataille de Corbach
- 1769 : Guerre de Corse

Régiment de Bourbon-Dragons
Régiment de Clermont-Tonnerre
- 1740-1748 : Guerre de Succession d'Autriche
  - 1745 :
    - 11 mai Bataille de Fontenoy

Lors de l'ordonnance royale du 1er janvier 1791 qui réorganise les corps de cavalerie de l'armée française le 3e régiment de dragons est formé du régiment de Bourbon dragons.

Drapeau du 3e régiment de Dragons

### Révolution et Empire
Le 3e régiment de dragons a fait les campagnes de 1792 à l’armée du Nord et participe aux batailles de Valmy et de Jemappes.
En 1794 toujours rattaché à l'armée du Nord, il assista au combat de Sprimont, le 2 jour complémentaire an II (18 septembre 1794) 2 complémentaire an II (18 septembre 1794).
Fin juin 1795, les 1er et 3e bataillons la 38e demi-brigade, le 3e bataillon de la 128e demi-brigade, les 2e et 3e bataillons de la 176e demi-brigade, le 7e bataillon de volontaires de l'Yonne, le 3e régiment de dragons, le 21e régiment de chasseurs à cheval, la 27e division de gendarmerie  et des détachements des 2e, 3e et 6e régiments d'artillerie sont camp de Marly sous le ordres du général Baraguey d'Hilliers commandant de l'armée de Paris.
Il fait les campagnes de l'an V (1796) à l’armée d’Italie et participe à la bataille du pont d'Arcole
Il a fait les campagnes de l'an VI (1797) aux armées d'Italie et d'Orient.
Il a fait les campagnes des ans VII et VIII (1798-1799) aux armées d'Orient et d'Italie. Il se distingue à la bataille d’Aboukir, le 7 thermidor an VII (25 juillet 1799
Il a fait les campagnes de l'an IX (1800) à l'armée d'Italie et celles de l'an XIII au 2e corps de réserve de la cavalerie.
En 1805 il est au 1er corps de cavalerie de la Grande Armée et participe le 2 décembre à la bataille d'Austerlitz.
En 1806 rattaché au 6e corps de réserve de cavalerie il fait la campagne de Prusse et de Pologne et participe le  14 octobre à la bataille d'Iéna.
En 1807  il participe le 8 février à la bataille d'Eylau puis à celle de Friedland avant de rejoindre le corps d'observation de la Gironde.
En 1808 rattaché à l'armée de Portugal il participe à la Guerre d'indépendance espagnole.
En 1809 il est à l'armée d'Espagne, en 1810 aux armées d'Espagne et de Portugal et en 1811 à l'armée de réserve de Portugal.
Le 18 juin 1811 le 3e régiment de dragon devient le 2e régiment de chevau-légers lanciers et le no 3 devient vacant.

### 1815 à 1852

Brigadier-fourrier du 3e régiment de dragons sous la Monarchie de Juillet.

En 1848, des insurgés de Paris mirent le feu au pont du chemin de fer de Chatou et dévastèrent la station de Chatou. Ils furent repoussés par la garde mobile et des cavaliers du 3e régiment de dragons.

### Première Guerre mondiale

#### Ordre de bataille initial
Le 3e régiment de dragon est membre, avec le 1er régiment de dragons, de la 9e brigade de dragons commandée par le général de Sailly.
La 9e brigade de dragons fait partie de la 9e division de cavalerie (4e armée) sous les ordres du général de Lespée.

#### 1914

##### août
Le 3e régiment de dragons est en garnison au quartier Richemond à Nantes lorsque l'ordre de mobilisation est reçu à 16h le 31 juillet. Les opérations de mobilisations se déroulent dans la calme et l'ordre jusqu'au 3 août où dans la soirée le régiment s'embarque pour Longeville-en-Barrois et Tronville-en-Barrois. Cette préparation suscite l'admiration du général Eydoux commandant le 11e corps d'armée face à l'ordre et à la discipline des cavaliers du régiment.
Après deux nuits et un jour de voyage, le régiment débarque dans la région meusienne et part cantonner à Naives-devant-Bar.
Le 7 août, la 9e division de cavalerie se déplace dans la région de Dombasle. Le lendemain, le régiment avec sa division se positionne sur la Meuse, dans la région de Consenvoye entre les 2e et 4e corps d'armée. La 9e D.C. progresse en direction de Damvillers, avec le déploiement de détachements de reconnaissance. Le 3e Régiment de Dragons détache, dans ce cadre, le 2e escadron vers Mangiennes, via Azannes, tandis que le gros du régiment se dirige sur Merles.
Le 10 août, le régiment envoie depuis Merle, 1er escadron effectue des patrouilles de reconnaissance vers Saint-Laurent-sur-Othain, Sorbey et Pillon. La 9e brigade de dragons reçoit l'ordre de se rassembler à Marville, en réponse à la présence signalée d'une division de cavalerie ennemie près de Petit-Xivry. La 9e D.C. se prépare à l'engagement, et le 3e Régiment de Dragons engage initialement le 3e et le 4e escadrons (et le peloton du Lieutenant de Montergon) dans cette action, les 1er et 2e escadrons les rejoignant vers la fin des combats. Cette manœuvre permet le retrait rapide de la division allemande au delà de la Chiers qui préfère éviter un affrontement direct.
Du 13 au 16 août, le 3e escadron effectue des missions de reconnaissance au niveau de Virton. Dans ce cadre, le lieutenant Le Cour-Grandmaison en reconnaissance avec son peloton au niveau de Bellefontaine rencontre une patrouille allemande qui lui infligent quelques pertes. Le 16 août le 1er escadron et le peloton du lieutenant Léonard (4e escadron) sont envoyés en reconnaissance sur Arlon et Longuyon. Après ces explorations, la 9e division de cavalerie reçoit l'ordre de se diriger vers Neufchâteau.
Le 20, à 6h30, l'avant-garde du 3e régiment de dragons se positionne sur la ligne Nolinfaing - Grapfontaine. Le régiment reçoit l'ordre de se porter au-delà de Neufchâteau pour assurer la couverture du rassemblement de la division à l'est de la ville appuyé par un bataillon du 87e régiment d'infanterie. À 8 heures, la pointe d'avant-garde est stoppée par des tirs provenant de la direction d'Offaing. Elle dépasse néanmoins Longlier et le peloton du lieutenant Boisfleury engage le combat à pied aux côtés de cyclistes, d'un escadron du 1er régiment de dragons et d'une section de mitrailleuses. L'ennemi, retranché à la lisière des bois, résiste à l'attaque et initie un mouvement sur sa droite. Pour contrer le mouvement allemand, le 2e escadron met pied à terre et combat le long de la voie ferrée. L'artillerie divisionnaire ouvre le feu sur l'infanterie allemande, qui se replie en désordre. À 11h30, toutefois, l'avant-garde, puis l'ensemble de la division, soumise à un feu intense d'artillerie et d'infanterie, doit se replier sur Longlier puis Neufchâteau. Le régiment reçoit ensuite l'ordre de se diriger vers la route de Bertrix, pour porter secours à la 16e brigade de dragons, fortement engagée. Le régiment se déplace alors vers le terrain au nord de Varnifontaine, lui permettant de se replier en bon ordre. Le soir, après une longue journée de combat le régiment bivouaque à Chiny, et le lendemain à Paliseul. Une escouade du peloton du lieutenant d'Arexy qui assure la couverture de l'installation essuie des tirs depuis Framont, et une autre escouade depuis le bois de Géronde.
Le 22 août, le lieutenant d'Aréxy part en reconnaissance sur Messein et Libin le jour suivant. La bataille de Messein se déroule sur la droite du dispositif. Le 11e corps d'armée, confronté à des forces supérieures, est contraint de se replier sur Paliseul.   
A partir du 23 août, commence le début de la Grande Retraite. La division se porte d'abord au sud de Mézières et le régiment cantonne deux jours à Fagnon. Le 27, la présence d'une troupe allemande est signalée vers Rocroy, obligeant le 9e C.A. à lui faire face, couvert sur son flanc par la 9e Division de cavalerie. Le régiment envoie le 3e escadron en reconnaissance vers Renwez et le 4e vers Monthermé. Quelques accrochages ont lieu. Les deux autres escadrons assurent des missions de sûreté. Le 9e C.A continue de se replier vers Signy-l'Abbaye, et la division se conforme à ce mouvement. Le maréchal des logis de Butler, à la tête d'une patrouille, charge un peloton de uhlans et blesse plusieurs cavaliers. Le régiment se reforme près de Jandun, où il passe la nuit.   
Le 28 août, une colonne de cavalerie ennemie est signalée vers Fagnon. Le 1er régiment de dragons et un escadron du régiment doivent la contenir par le feu, tandis que les trois autres escadrons se préparent à la charge. Le colonel Schmidt effectue une reconnaissance du terrain, mais l'opportunité de la charge ne se présente pas. À 14 heures, l'ensemble de la 9e D.C. se déplace vers Semois, puis vers Novion-Porcien pour y cantonner. Le régiment est en tête de la division. Vers 22 heures, à l'approche de Novion-Porcien, des coups de feu sont échangés. Novion-Porcien est en flammes. L'ordre est donné de se replier légèrement en arrière, vers Faissault, et de bivouaquer sur la route principale.   
Le lendemain la retraite continue par étapes en direction de l'Aisne. Le 30, la division appuie le mouvement du 9e C.A qui se porte au nord de Rethel. Dès 7h30, le lieutenant Le Cour-Grandmaison part en reconnaissance sur Novion-Porcien. La brigade du général Sailly, en tête de la division, tente de traverser l'Aisne à Château-Porcien. L'avant-garde, constituée du 1er demi-régiment du 3e Dragons (commandant Meyer), se dirige sur Nanteuil-sur-Aisne, puis sur Thuisy. Toutefois, les tentatives des patrouilles effectuées par le régiment pour forcer le passage de l'Aisne échouent, démontrant l'impossibilité de le franchir sans appui d'artillerie. Le régiment, ayant subi quelques pertes, reçoit l'ordre de cantonner à Saint-Remy-le-Petit.   
Finalement, le 31 août, le mouvement de retraite continue et la division participe au mouvement général, assurant la liaison entre les armées et ayant pour mission de retarder l'avance ennemie en appuyant son artillerie. Cette retraite est une période éprouvante pour les hommes du régiment où les cantonnements n'offrent que de courtes haltes nocturnes et où les chevaux, souffrant du manque d'eau et de la chaleur, s'affaiblissent rapidement.

##### septembre
Le régiment continue sa retraite vers le sud, il est aux environs de Reims le 3 septembre et arrive le jour même au Camp de Châlons. Les colonnes ennemies atteignent Mourmelon. Le 3e escadron cherche à porter secours, sans succès, à des aviateurs français ayant atterrit près des lignes ennemies L'artillerie de la division ouvre le feu sur les colonnes ennemies qui débouchent de Mourmelon et la division se prépare à l'attaque. Le 3e régiment de dragons est en bataille, le sabre à la main. Cependant, à nouveau, la division doit se replier en direction de Châlons-sur-Marne.
Le 7 septembre, le régiment se trouve devant Soudé-Sainte-Croix, appuyant l'artillerie de la division. Le lieutenant d'Aréxy est envoyé en reconnaissance vers le village et y subit un accrochage qui lui vaut la perte d'un cavalier. Face à la présence importante de troupes allemandes il est contraint de se replier. Le soir de ce même jour, un violent combat oppose les forces ennemies, tentant de sortir de Sommesous, et le 11e corps d'Armée. L'artillerie de la 9e division de cavalerie pilonne le village. La 9e brigade de dragons du général Sailly, à pied, se trouve à droite de la route de Mailly-Sommesous, en avant du passage à niveau. Le 11e C.A. appuie son aile droite sur la route. Sommesous est en flammes et le combat se poursuit jusqu'à la nuit. Le lendemain, le régiment est toujours positionné à Mailly et effectue un certain nombre de reconnaissances. Cela lui vaut, à nouveau, quelques engagements notamment à l'est de Montépreux.
Le 10, le 4e escadron réavance jusqu'à la route Sommesous-Soudé-Sainte-Croix et le lendemain le mouvement en avant est entrepris dans la soirée. Le régiment bivouaque sous la pluie à Coupetz. Le 12 septembre, les quatre escadrons partent en reconnaissance au-delà de la Marne où l'ennemi est partout en retraite. Le 3e escadron rencontre des arrière-gardes allemandes et prend Courtisols avec l'appui d'un escadron de cavalerie légère, faisant prisonniers une partie des défenseurs. Le peloton du lieutenant Briois a un engagement assez vif avec l'ennemi à l'entrée de l'Épine. Le 4e escadron, sous le commandement du lieutenant Léonard-Arthus, traverse la Marne à Mairy sur un pont établi par le génie et progresse vers Courtisols, capturant des traînards et combattant des détachements ennemis, dont certains se rendent. À Courtisols, il rejoint le 3e escadron et participe avec lui à des combats à pied. La continue sa remontée vers le nord en direction de Reoms.
Le 13 septembre, le régiment se regroupe dans la soirée à Suippes. À la suite de ces différents combats, le régiment est mis en repos à Écueil. En effet, les chevaux sont très fatigués et les effectifs du régiment sont considérablement réduits. Il y reste jusqu'au 8 octobre. Durant cette période, le régiment fournit des détachements de liaison auprès du général Humbert, commandant le groupe de la défense mobile de Reims. Dans le cadre de ces opérations, le lieutenant Le Cour-Grandmaison est blessé par un éclat d'obus le 24 septembre.

##### octobre
Le 8 octobre, le 3e régiment de dragons et sa division se dirige vers Compiègne où il arrive le 11 octobre. Le 20, après une courte escale à Estrées-Saint-Denis, il se met en direction du nord par une série d'étapes. En effet, dans le contexte de la «Course à la mer», les forces disponibles sont jetées vers le nord, incluant des territoriaux, le corps de cavalerie du général Mitry et les fusiliers marins. de Dixmude.
Le régiment rejoint ces forces par de longues étapes, dont l'une atteint 58 kilomètres et atteint la frontière belge le 25 octobre. Le 31, à 12h30, la division est alertée et reçoit l'ordre de se porter sur Wytschaete, puis, en cours de route, sur Voormezele, pour soutenir les troupes anglaises du BEF. La brigade du général de Sailly avance jusqu'à Saint-Éloi, où elle laisse ses chevaux, et s'engage à pied, avec le 3e Dragons en tête, sur la route du château d'Hollebeke, où les forces allemandes sont fortement installées. Elle longue les tranchées, occupées par des lanciers anglais, et fait halte près de la ferme d'Heikhof. Les escadrons prennent position dans les fossés de la route. Une compagnie du 53e régiment d'infanterie est positionnée derrière la haie, avec une section de mitrailleuses au portail de la ferme, et une patrouille au tournant de la route près du mur du parc. Le général et le colonel établissent leur poste de commandement à la ferme, gardée par quelques indiens de la Force A. Un bataillon du 80e régiment d'infanterie territoriale arrive pour prolonger le dispositif du 53e R.I. Le 1er régiment de dragons se positionne sur la route, en arrière de la tranchée. A minuit, l'ennemi engage le combat sur la ferme à l'aide de deux colonnes.

##### novembre
L'offensive permet aux Allemands de s'emparer de la ferme dans la nuit et oblige l'ensemble du dispositif à se replier derrière la ferme. Les combats restent intenses jusqu'au levée du jour pour les 3 et 4e escadron du régiment qui subissent d'importantes pertes. A 4 heures, la ferme est reprise par un bataillon du 80e régiment d'infanterie territoriale à l'aide des forces indiennes britanniques.
Dans ce contexte, le 1er demi-régiment du 3e régiment de dragons réoccupe les tranchées à gauche de cette ferme, et le 2e demi-régiment, prolongé par le 1er régiment de dragons, occupent les tranchées à gauche de celles du 1er demi-régiment, face au parc. La matinée est consacrée à améliorer les tranchées existantes qui sont parfois à 50 mètres des tranchées allemandes. Un demi-régiment de la 16e brigade de dragons vient renforcer la ligne entre le 1er et le 3e régiment de dragons. Le colonel de Voillemont, commandant le secteur, donne l'ordre de résister à tout prix et annonce, à 9h45, que Wytschaete a été repris par les Anglais et une brigade du secteur sud. Le brigade doit donc préparer l'offensive sur le château d'Hollebeke mais une contre-attaque ennemie à 16h30, appuyée par de l'artillerie lourde, oblige le régiment à se replier progressivement dans la journée à mi-chemin entre Saint-Eloi et Hollebeke. En fin de journée, la 9e brigade est relevée par la 16e brigade de dragons et part pour Voormezele où elle bivouaque le soir.
Le lendemain, le régiment apprend que la division doit se porter de l'autre côté du canal de l'Yser pour le tenir à tout prix. Le régiment, laissant ses chevaux à Lizerne, prend position vers minuit dans les tranchées face à Bixschoote à l'aide d'une cinquantaine de cavaliers commandées par le commandant de la Teillais appuyé par le capitaine de Montillet. Le régiment tient la position jusqu'au 7 novembre, jour où le colonel Schmidt prend le commandement du secteur de Steenstrate. Le 3e régiment de dragons est relevé finalement à 22h et part cantonner à Proven.
Le 8 novembre le régiment part pour Boezinge où il est positionné en deuxième ligne derrière les tranchées tenues par la 42e division d'infanterie, le corps de cavalerie du général Mitry et une division d'infanterie territoriale. Le 9 et le 10, les forces allemandes concentrent leur attaque sur ce secteur, le régiment envoie un renfort de 200 hommes commandé par le commandant de La Teillais pour soutenir la défense de la ligne de front. Le détachement est occupé pendant la nuit à creuser des tranchés ce qui stoppe l'avancée de l'ennemie. Les combats restent toutefois intenses et obligent le commandant de La Teillais à se replier avec ses hommes sous les bombardements ennemies au niveau des fermes plus en retrait. Le 16, le détachement est relevé par un autre détachement du régiment équivalent. Le lendemain, le service des tranchées du régiment prend fin et ce dernier part en cantonnement à Houtkerque puis à Zeggers-Cappel où il reste jusqu'au 5 décembre.

##### décembre
Le 5 décembre le régiment part se reconstituer dans la région de Saint-Pol-sur-Ternoise qu'il atteint le lendemain pour prendre son cantonnement à Humières. Il y reste près de six semaines. Un détachement du régiment est fourni le 31 décembre aux tranchées de Bully-Grenay.

#### 1918
- Bataille de Château-Thierry (1918)
- Seconde bataille de la Marne

### Entre-deux-guerres
De 1921 jusqu'à avril 1927, le 3e régiment de dragons est affecté à l'occupation de la Sarre. Il est dissous en 1928.

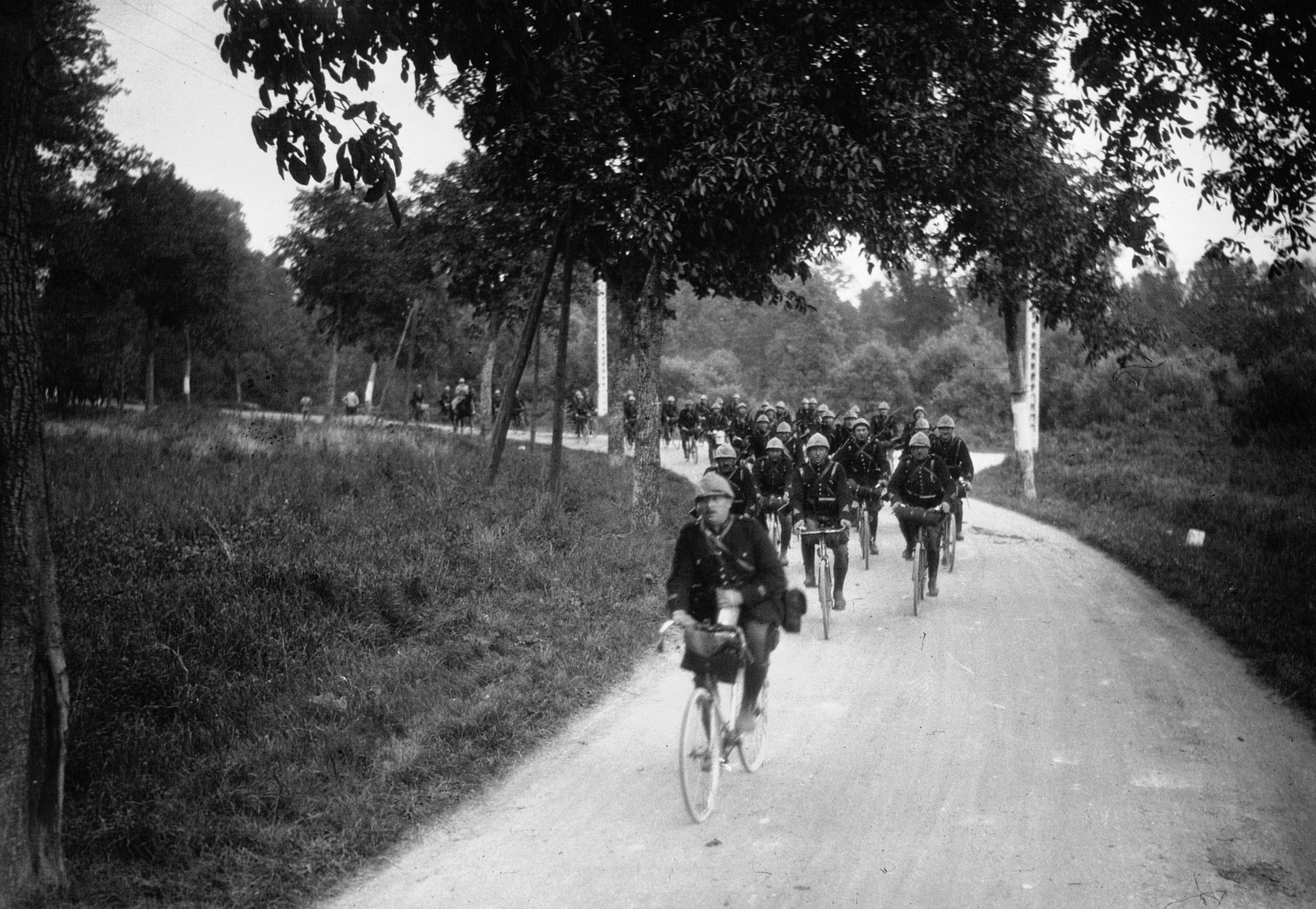
Cyclistes du 3e BDP lors des grandes manœuvres de Lorraine en 1931.

Il est recréé en 1929 à Lunéville sous le nom de 3e bataillon de dragons portés à partir du groupe de chasseurs cyclistes de la 3e division de cavalerie. En 1930, il passe à la 2e division de cavalerie, créée par renumérotation de la 3e division de cavalerie.
Le bataillon stationne au quartier Stanislas à Lunéville jusqu'en 1939.

### Seconde Guerre mondiale

#### Drôle de guerre
En novembre 1939, la cavalerie est réorganisée après les dissolutions des brigades de dragons portés de réserve générale. Les huit bataillons de dragons rendus disponibles permettent de porter le 3e BDP au statut de régiment en lui adjoignant un second bataillon ainsi que quatre pelotons d'automitrailleuses de reconnaissance modèle 1933 venus du 2e régiment d'automitrailleuses.
Le régiment prend le nom de 3e régiment de dragons portés le 1er décembre 1939 et constitue à partir de février la 12e brigade légère mécanique (12e BLM) avec le 2e régiment d'automitrailleuses, la 12e BLM faisant partie de la nouvelle 2e division légère de cavalerie. En cas d'intervention en Belgique, cette division doit participer à la manœuvre retardatrice en Ardenne en avant de la 2e armée dont elle dépend, en direction de la frontière belgo-luxembourgeoise au sud de Martelange. Elle forme deux groupements ; la 12e BLM fait partie du groupement est.

#### Campagne de France
Il reçoit le 19 décembre 1940 la citation à l'ordre de l'armée suivante :

« magnifique régiment qui, sous les ordres de M. le lieutenant-colonel de Reboul, a témoigné pendant cinq semaines ininterrompues de combats, d'autant d'esprit offensif que de stoïque ténacité. Après s'être signalé en Belgique, puis dans la défense acharnée d'une zone boisée à l'Ouest de la Meuse a, le 27 mai 1940, réalisé au Sud de la Somme, une audacieuse progression. Le 5 juin, s'est sacrifié en défendant opiniâtrement des passages de la Somme, tous les éléments au contact résistant après encerclement jus qu'au dernier homme, certains tenant pendant quarante-huit heures. Le 7 juin, continuant avec ténacité le combat et au cours d'une contre-attaque locale commandée par

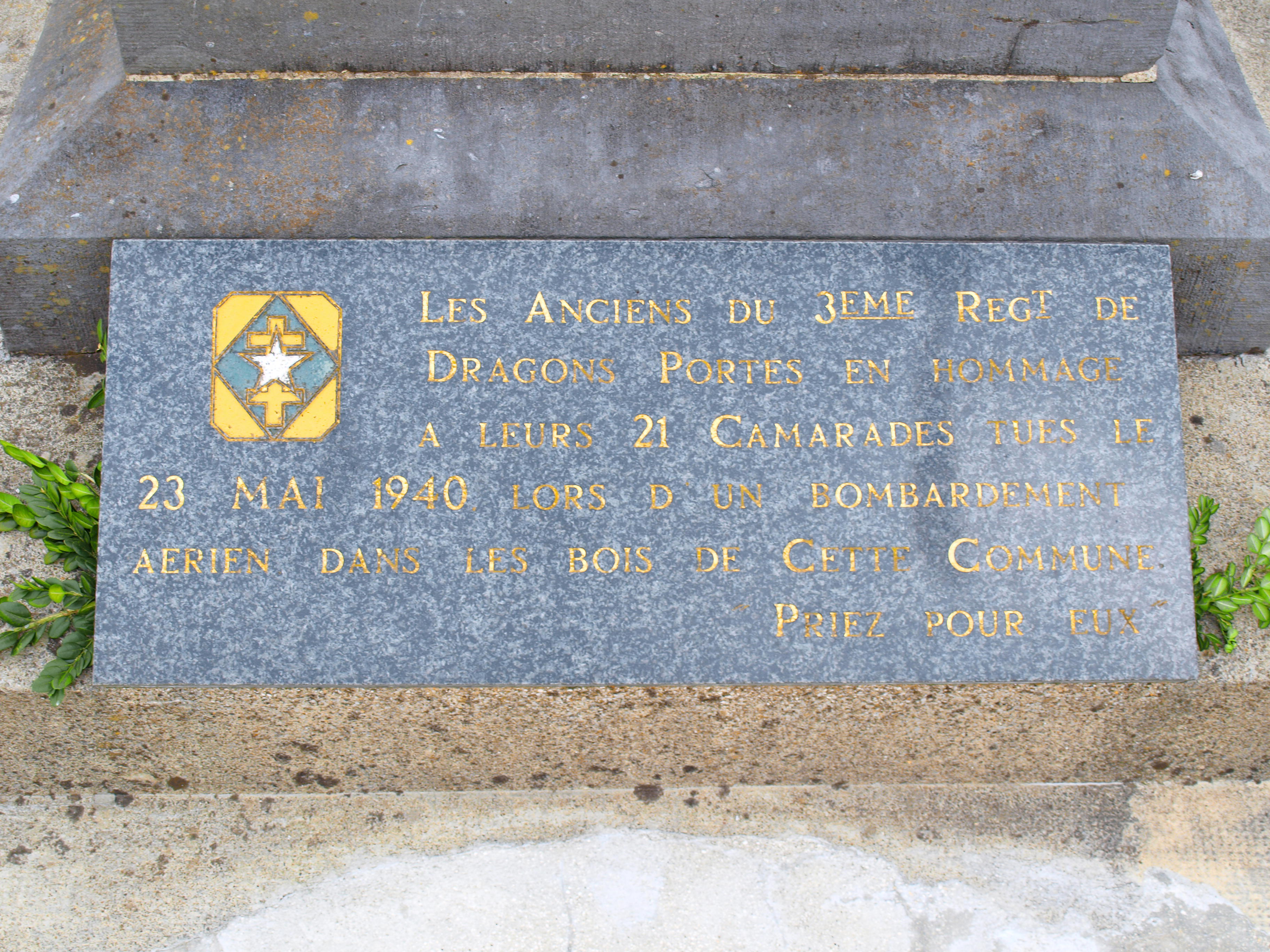
Stèle à 21 soldats du 3e RDP tués dans une attaque aérienne le 23 mai 1940 à Boult-aux-Bois.

M. le capitaine Le Masson, fait 50 prisonniers. Le 12 juin, réduits à une poignée de combattants, les débris du régiment, submergés par un adversaire auquel il arrachait un témoignage d'admiration, se défendaient autour de leur chef de corps jusqu'à épuisement des munitions. »

#### Armée d'Armistice
Le régiment est reconstitué à Castres le 1er septembre 1940, comme régiment de cavalerie attaché à la 16e division militaire de l'Armée de Vichy. Il regroupe deux escadrons montés, deux escadrons à cheval, trois escadrons cyclistes (équipés notamment de mitrailleuses et de mortiers de 81) et d'un escadron d'AMD Panhard 178 privées de canon antichar.
Lors de l’invasion allemande de la zone libre en novembre 1942, il reçoit du général de Lattre de Tassigny l'ordre de faire face aux Allemands mais refuse. Il est donc démobilisé le 27 novembre, sans avoir combattu.
Les cadres du régiment participent au sein des Forces françaises de l'intérieur à la constitution du Corps franc Bayard, qui prend le nom de 3e régiment de dragons FFI le 24 octobre 1944. En souvenir du refus d'obéissance du 3e dragons en 1942, le général de Lattre, devenu commandant de la 1re armée française, ordonne au régiment de changer de numéro et le régularise sous le nom de 12e régiment de dragons.

### De 1976 à 1997
Le 3e Régiment de Dragons renaît le 1er janvier 1976 par transformation du 5e Hussards stationnant au camp du Heuberg à Stetten-Am-Kalten-Markt (Allemagne de l’Ouest) depuis l’été 1975 (décision ministérielle du 2 mai 1975).
Il se compose alors d’un escadron d’instruction, un escadron de commandement et service et de trois escadrons de combat pour un effectif de 793 militaires et sera équipé de 41 AMX30B, 14 AMX10P et 10 AMX13 VTT.
Le 5e escadron porté sera créée le 27 juillet 1978 (dissous le 1er juillet 1984), ainsi que l'Escadron d'Eclairage Divisionnaire de la 3e division blindée le 1er septembre et qui sera rattaché au 3e Dragons.
Le 27 juin 1979, le 3e Dragons est jumelé avec le 294e Panzerbataillon (bataillon de chars de combat Allemand stationnant également au Heuberg).
Le tricentenaire de Bourbon-Dragons sera célébré les 13 et 14 septembre 1986 au cours d'une journée portes ouvertes.
Il défilera sur les Champs-Élysées à Paris le 14 juillet 1993.
Le 3e Régiment de Dragons sera dissous le 30 juin 1997.
L'amicale du 3e Dragons et de l'EED3 sera créée en 2009.

## Étendards à 1791

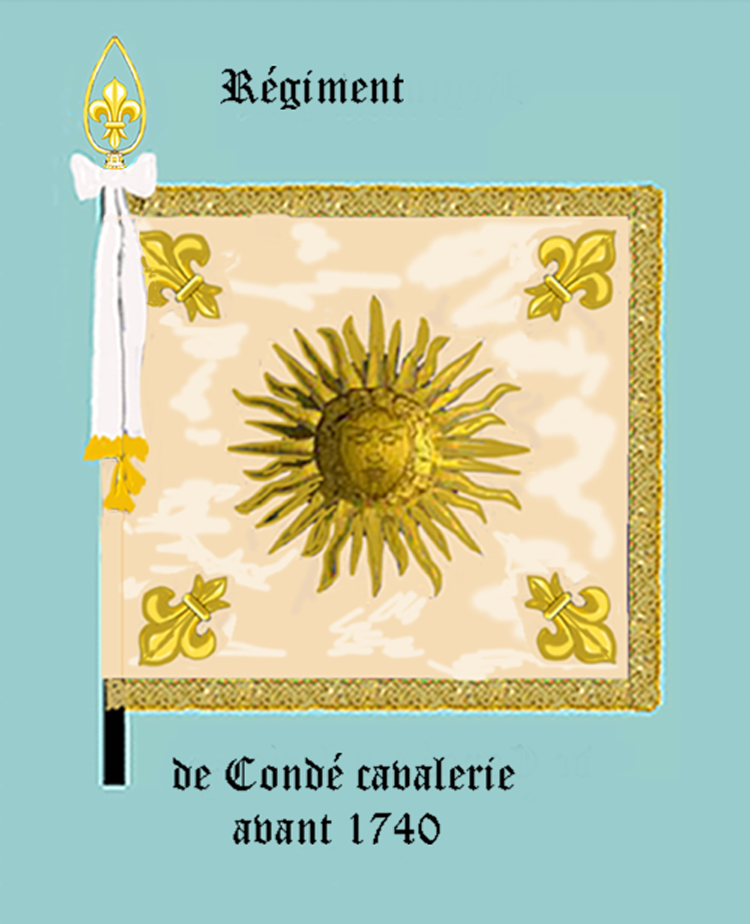
Condé cavalerie à 1740 (avers)
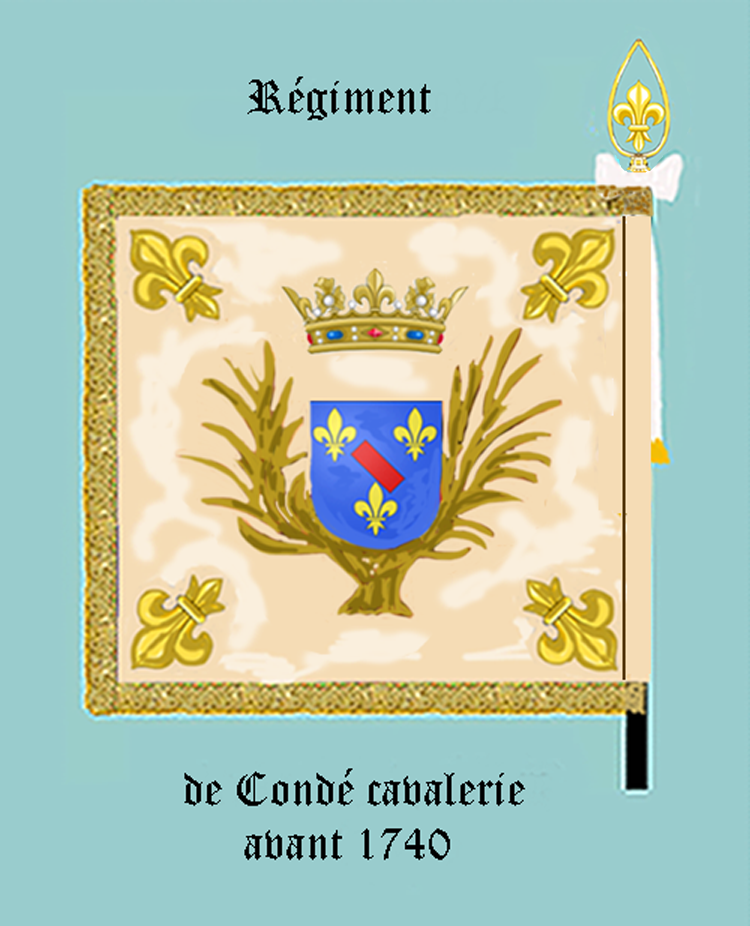
Condé cavalerie à 1740 (revers)
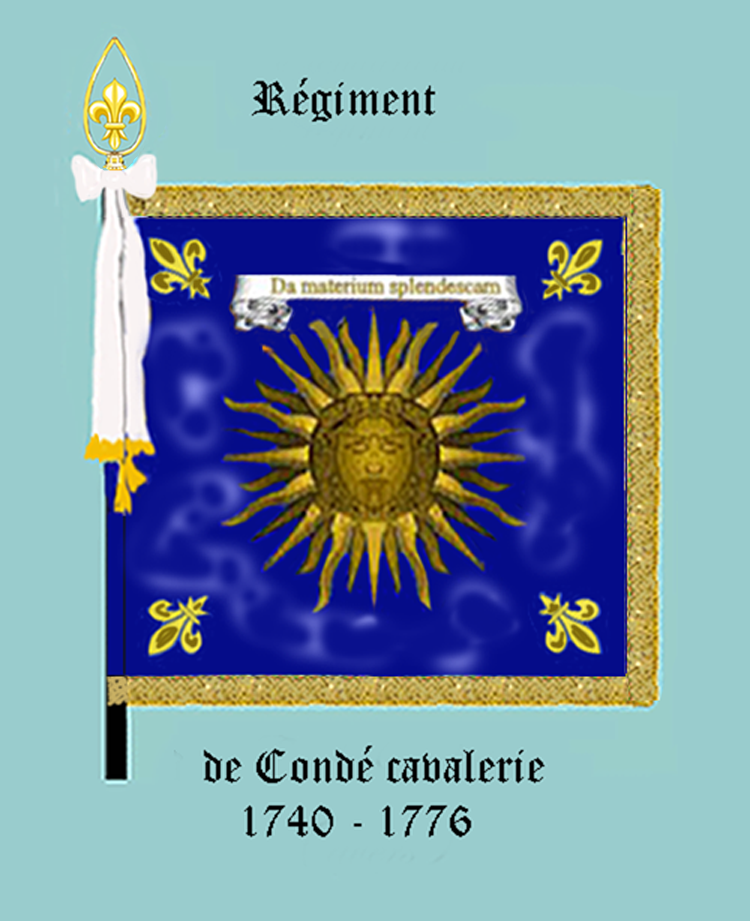
Condé cavalerie 1740 à 1776 (avers)
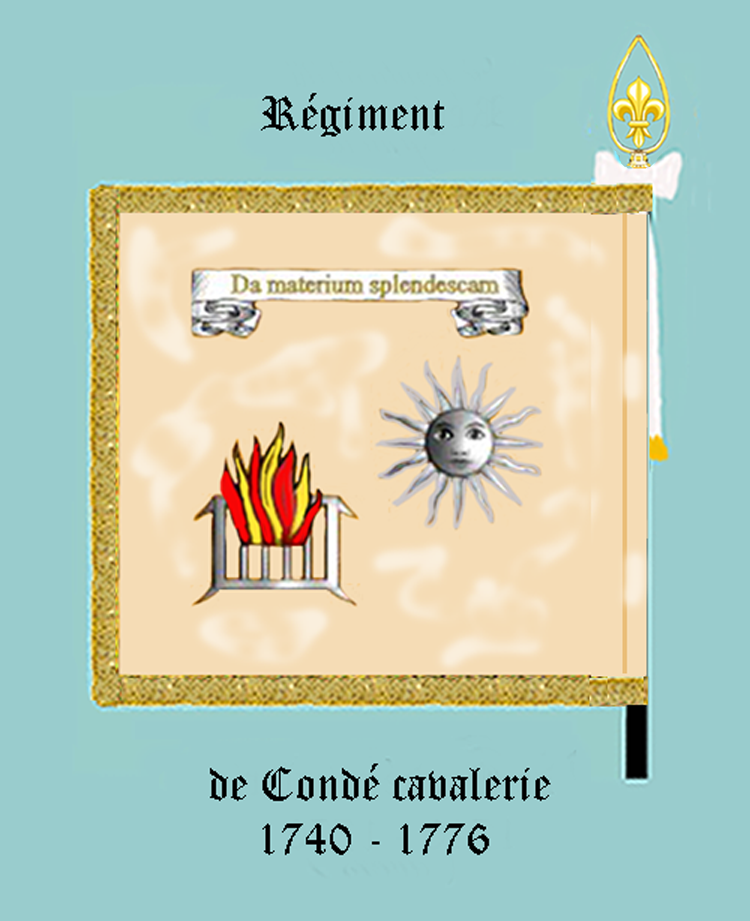
Condé cavalerie 1740 à 1776 (revers)
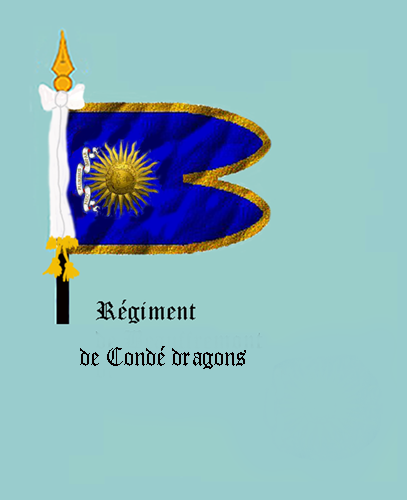
Condé dragons à 1791 (avers)
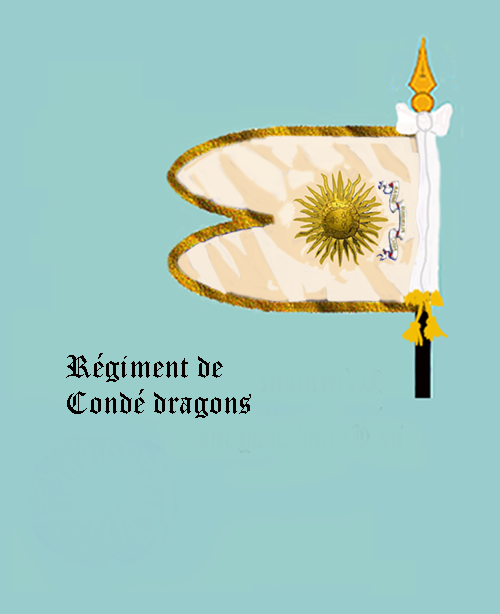
Condé dragons à 1791 (revers)

## Étendard
Il porte, cousues en lettres d'or dans ses plis, les inscriptions suivantes :
- Valmy 1792
- Arcole 1796
- Austerlitz 1805
- Iéna 1806
- Friedland 1807
- L'Yser 1914
- Soissonnais 1918
- Champagne 1918

Étendard à 1997
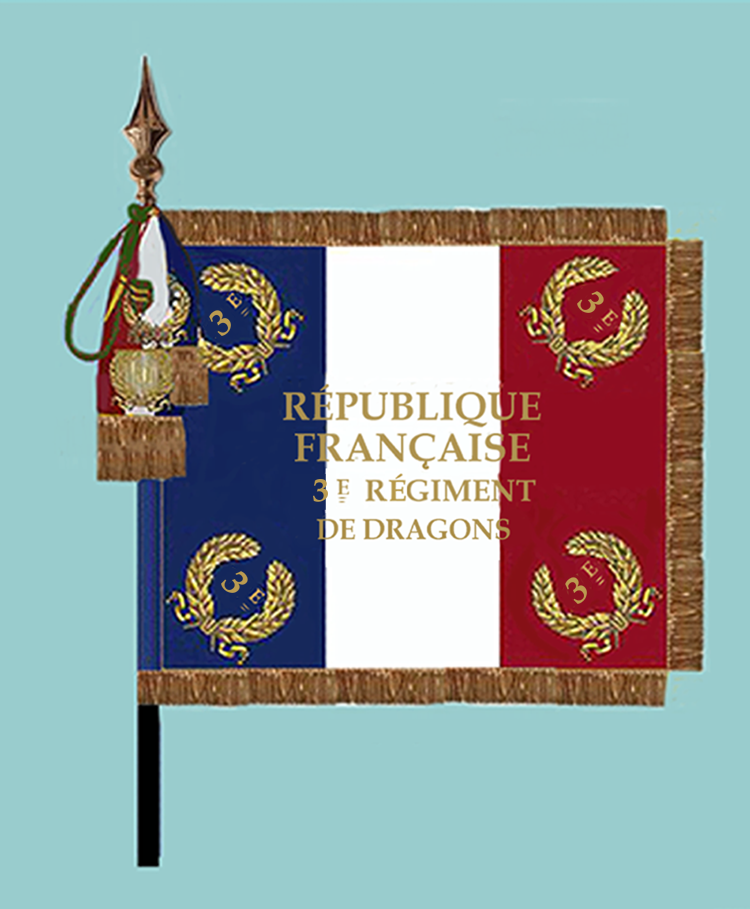
avers
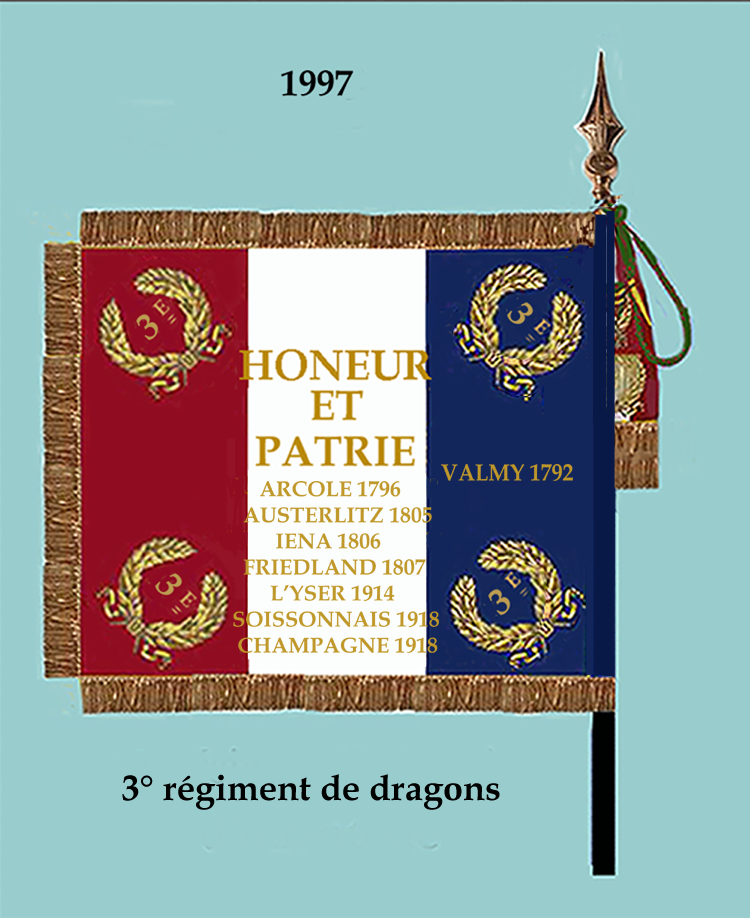
revers

## Décorations
Sa cravate est décorée :
- De la croix de guerre 14-18, avec 2 palmes et 4 étoiles de vermeil.
- De la croix de guerre 39-45 avec 1 palme.
- De la fourragère aux couleurs du ruban de la croix de guerre 1914-1918.

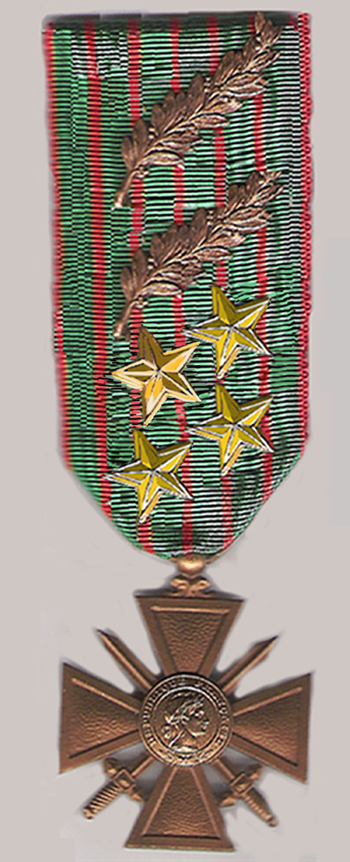
Croix de guerre 1914-1918 avec 2 palmes et 4 étoiles de vermeil
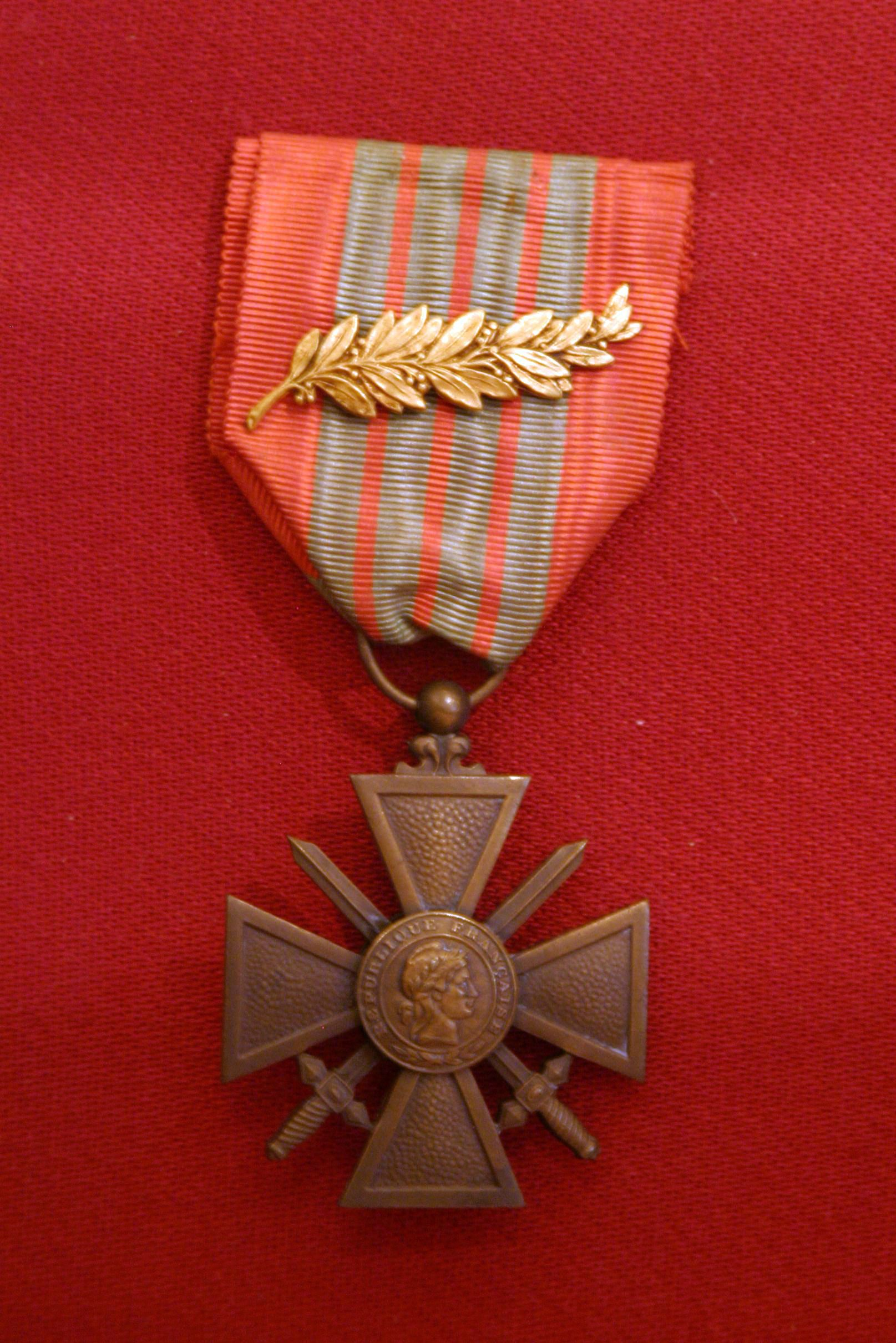
Croix de guerre 1939-1945 avec 1 palme
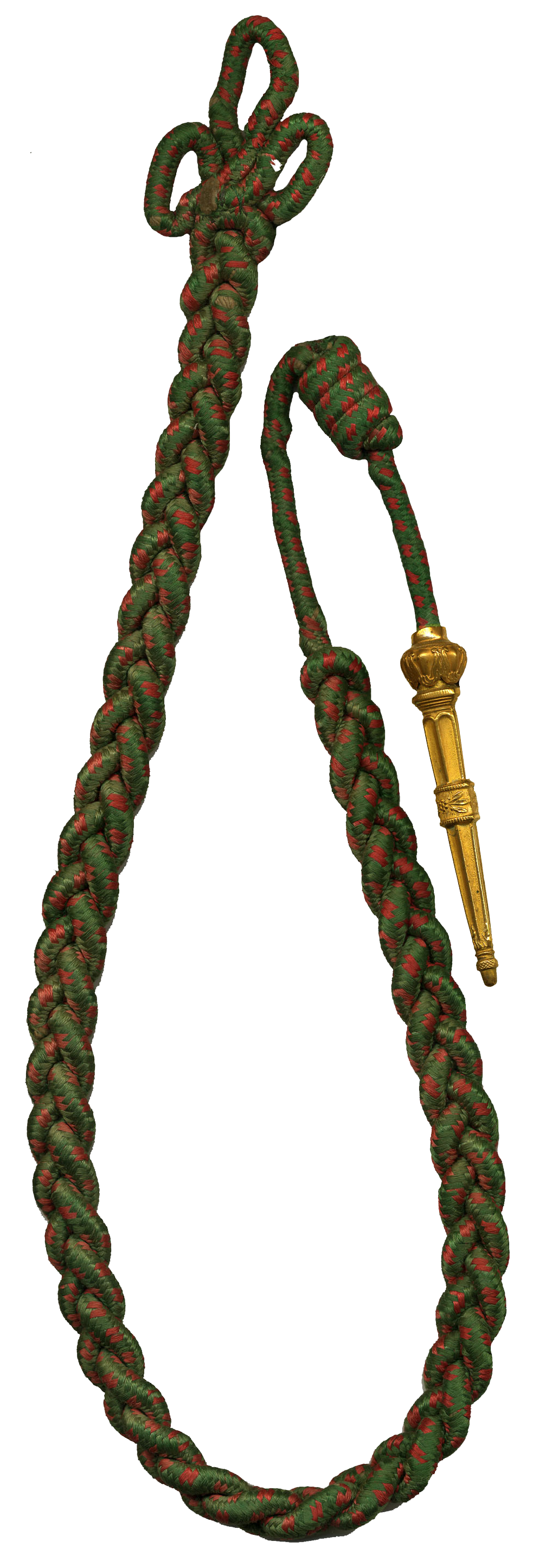
Fourragère

## Traditions et uniformes

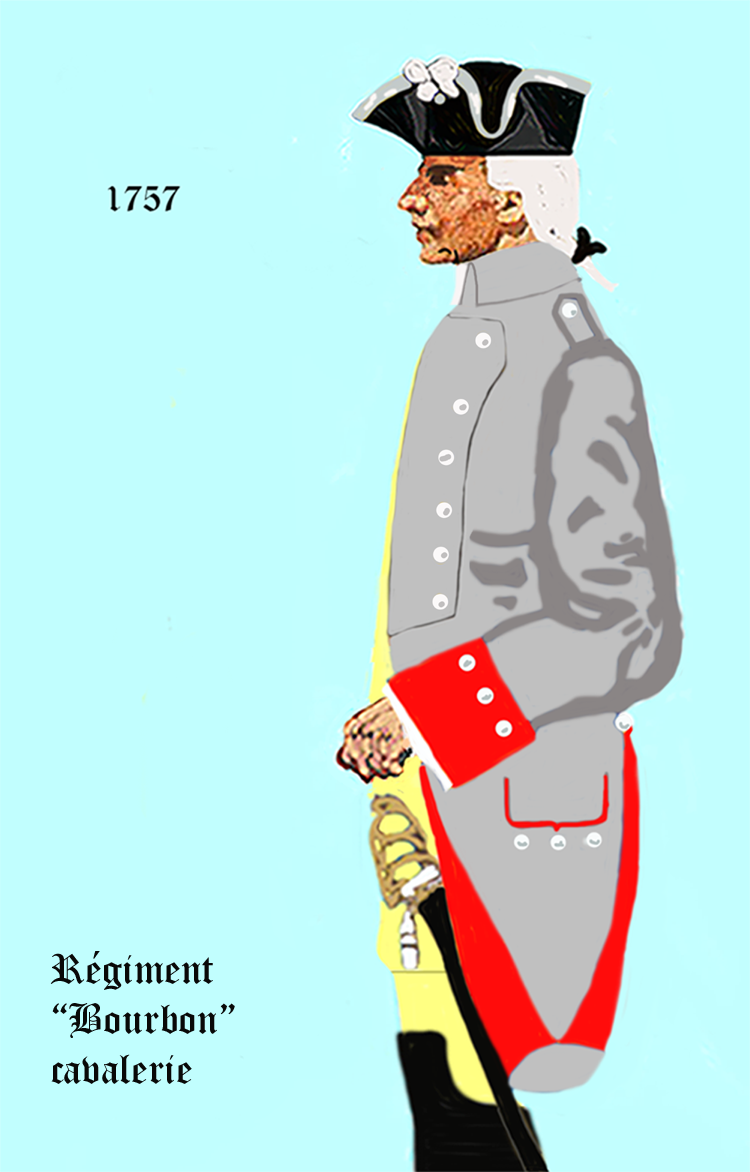
l' uniforme du Régiment Bourbon-Cavalerie de 1757 à 1762
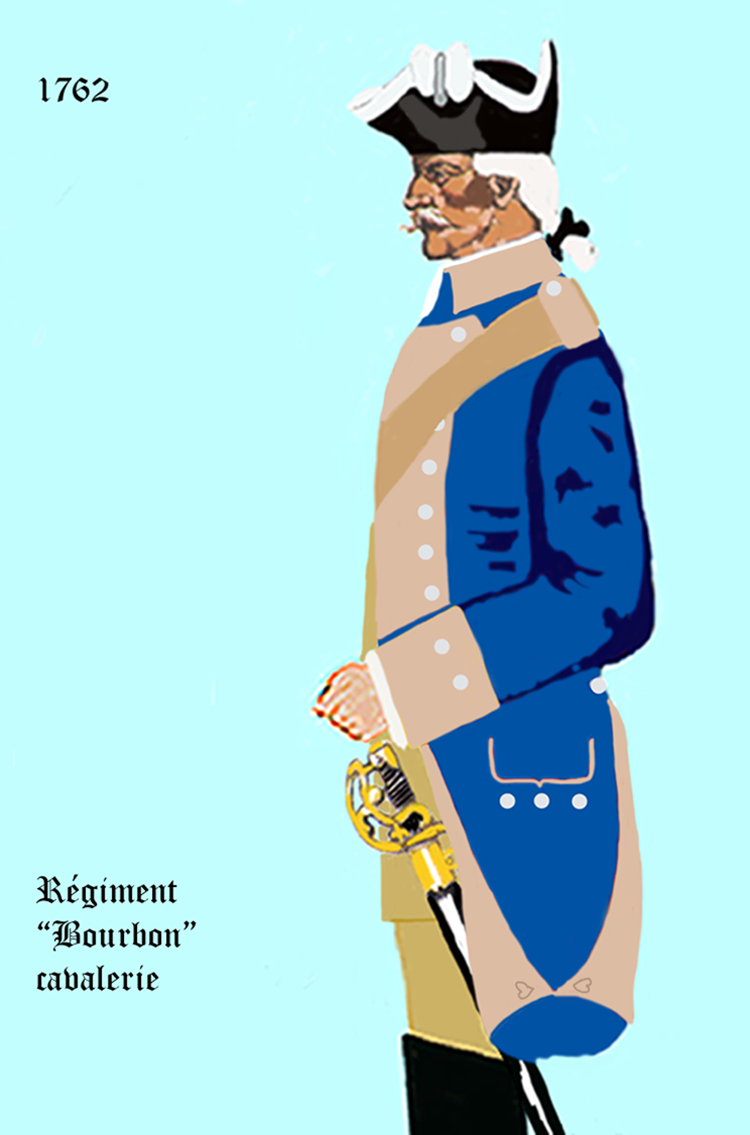
l' uniforme du Régiment Bourbon-Cavalerie de 1762 à 1767
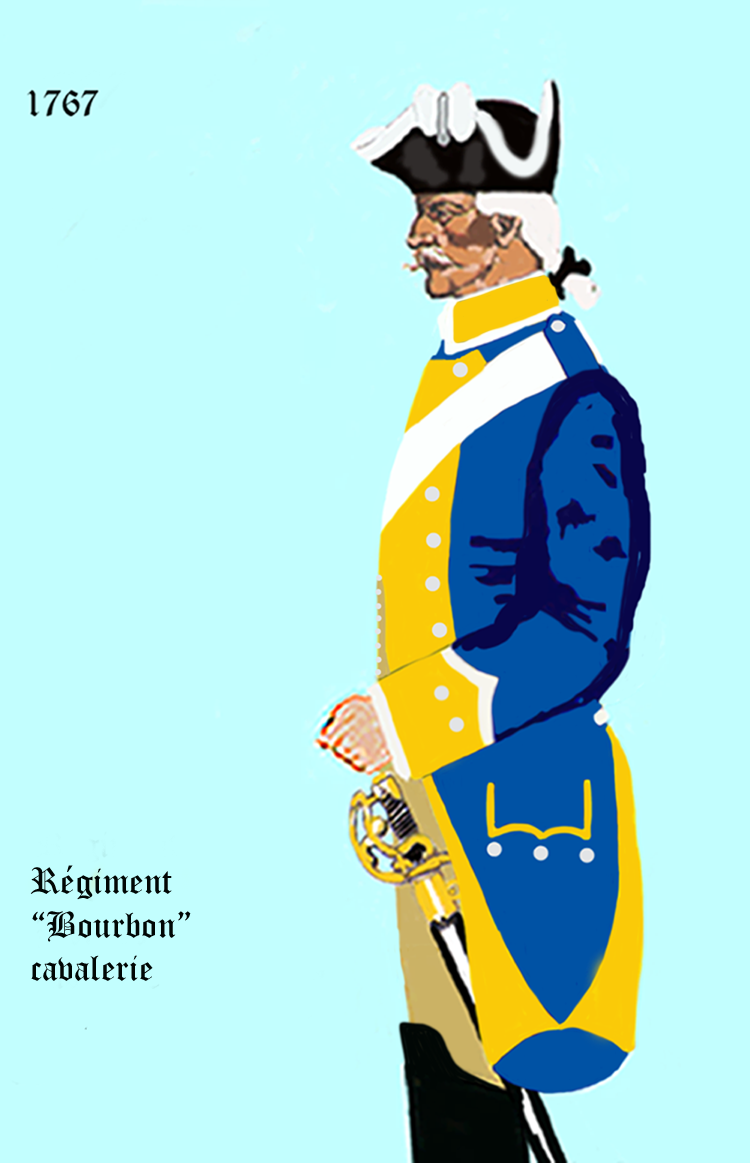
l' uniforme du Régiment Bourbon-Cavalerie de 1767 à 1776
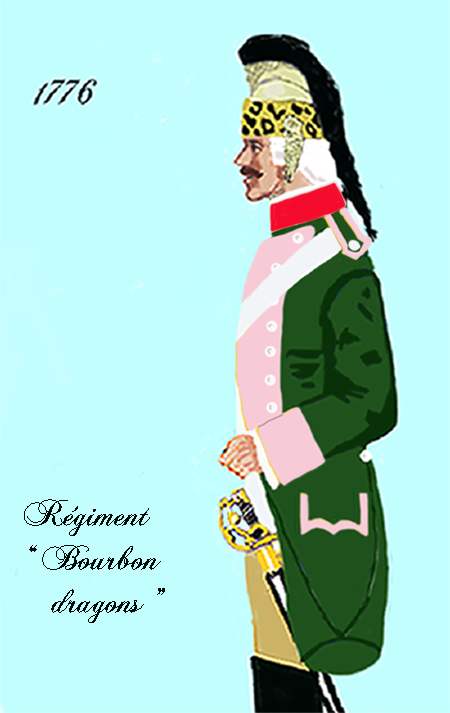
l' uniforme du Régiment Bourbon-Dragons de 1776 à 1779
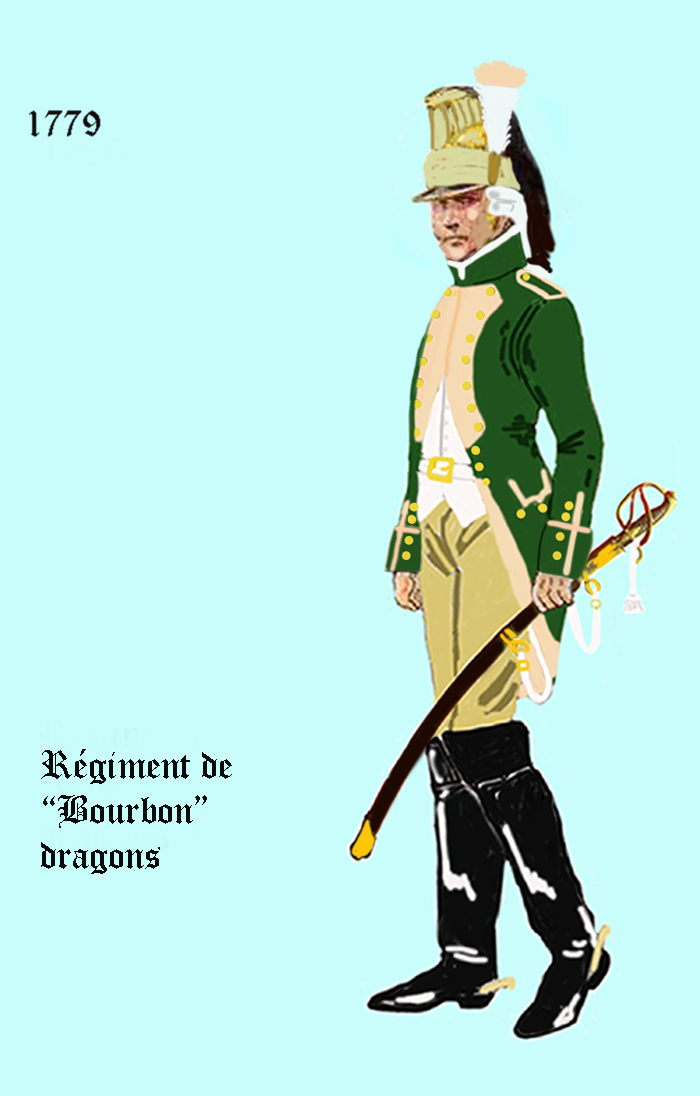
l' uniforme du Régiment Bourbon-Dragons de 1779 à 1786
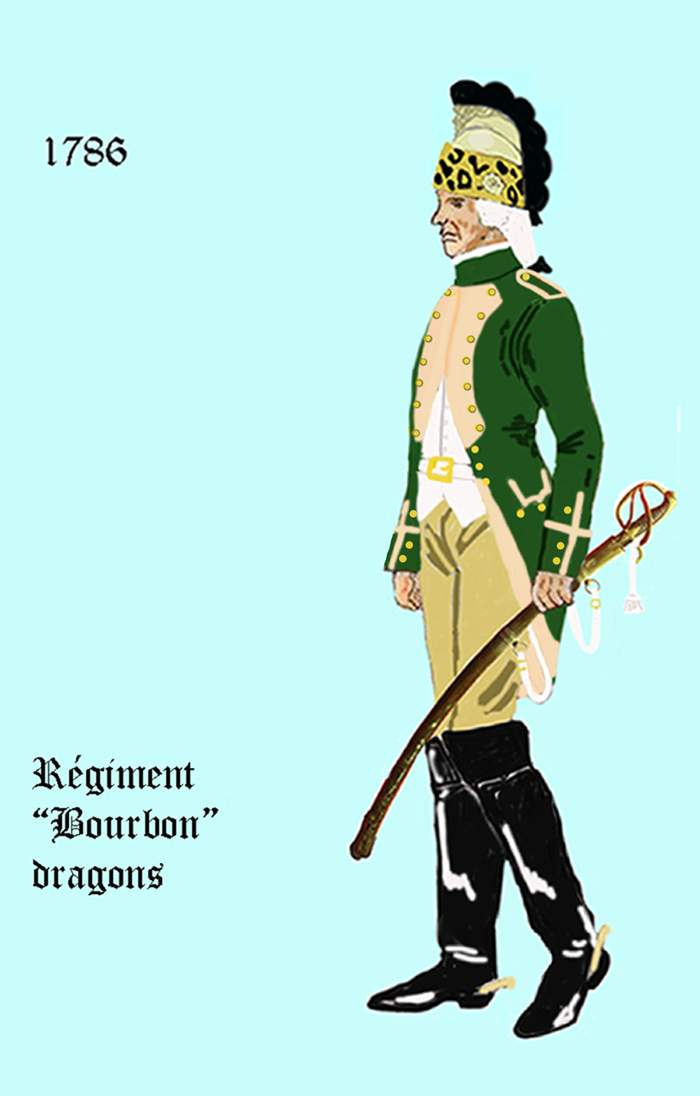
l' uniforme du Régiment Bourbon-Dragons de 1786 à 1791
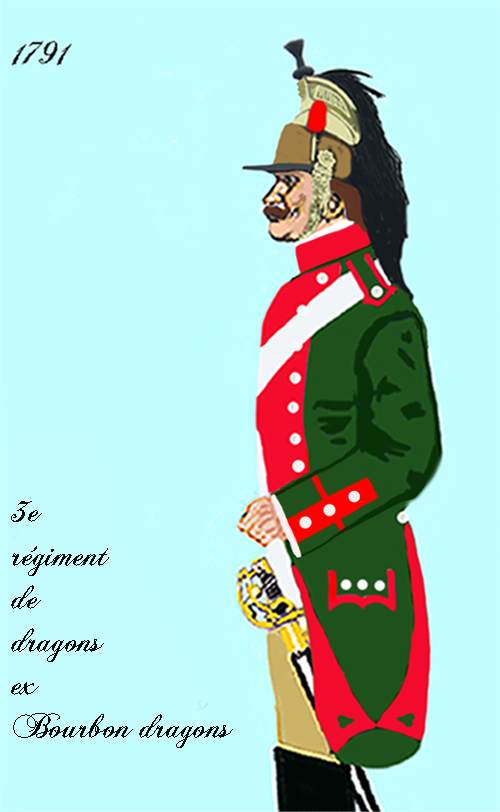
l' uniforme du 3e régiment de dragons ex Bourbon-Dragons de 1791

### Insignes

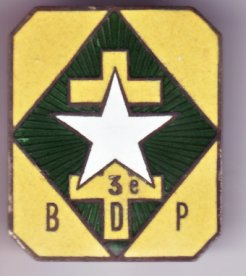
Insigne 3e BDP (1937)
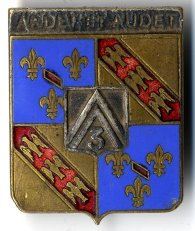
Insigne 3e Dragons (1941)
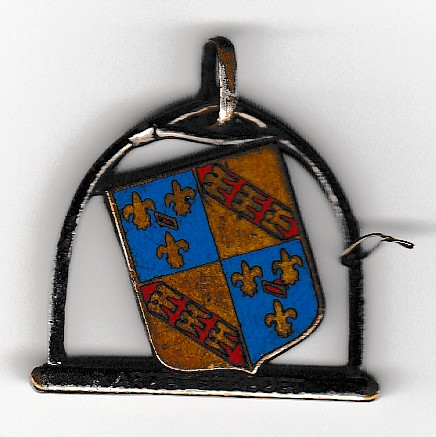
insigne 3e Dragons (1941) (modèle dans un étrier)
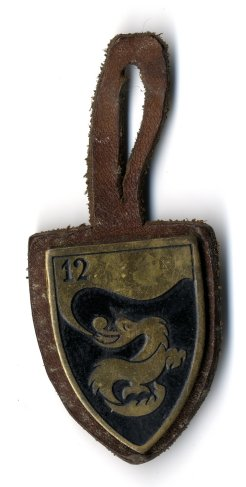
Insigne 12e Dragons (1945)
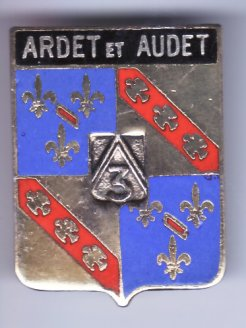
Insigne 3e Dragons (1976)
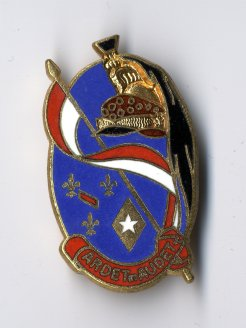
Insigne 3e Dragons (1983)
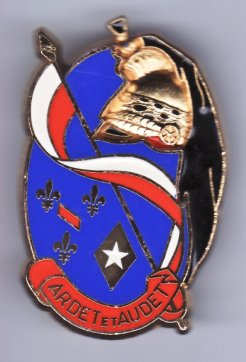
Insigne 3e Dragons (1986) - couleurs flamme inversées
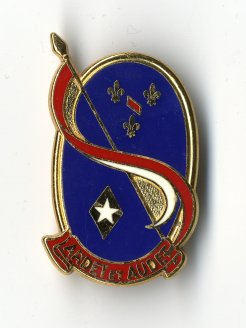
Insigne 3e Dragons (1989) - modèle sans casque

Le premier insigne fait référence aux dragons portés (étoile) et à la Lorraine où le régiment est en garnison (croix de Lorraine). La couleur jaune est une référence aux chasseurs cyclistes.
L'insigne de l'Armée d'armistice est un écu français moderne écartelé aux armes de Bourbon (référence à l'origine du régiment) et de Lorraine (dont le régiment conserve les traditions). Au cœur, brochant sur le tout, un carreau d'argent portant le chiffre 3 surmonté de deux chevrons.

### Devise
Ardet et Audet
(Il brûle et il ose)

## Personnalités ayant servi au3erégiment de dragons
- Jean-Baptiste Théodore Curto (1770-1835), général de brigade (1811) rejoint le régiment de Bourbon le 26 décembre 1786 comme simple dragon jusqu'à devenir capitaine au 3e régiment de dragons en 1799 ;
- Paul Alexandre Leblanc-Delisle (1734-1811), colonel du 3e régiment de dragons en 1792-1793
- André François Bron de Bailly (1757-1847), chef de brigade commandant le régiment en 1797-1800;
- Joseph Claude Grézard (1767-1826), chef de brigade commandant le régiment en 1806-1810 ;
- Pierre Marie-Auguste Berruyer (1790-1816), colonel du 3e dragons en 1810-1811 ;
- Jean Baptiste Dubessy (1770-1838), colonel des dragons de la Garonne (3e dragons) en 1814-1815 ;
- Michel-Aloys Ney (1835-1881), colonel du 3e dragons en 1870-1871 ;
- Pierre Louis Roederer (1856-1940), capitaine au 3e dragons en 1884 ;
- Léopold Niel (1846-1918), général de brigade (1897), chef d'escadron au 3e RD en 1887, lieutenant-colonel du 3e dragons en mars 1889 ;
- René de Reboul (1890-1968), général de brigade (1945), chef d'escadron au 3e BDP à partir de 1933 et lieutenant-colonel du 3e RDP en 1939-1940 ;
- Bernard Chevignard (1913-1944), compagnon de la Libération, effectue son service militaire au 3e BDP en 1933.
- Charles Rudrauf (1919-2010), compagnon de la Libération, effectue son service militaire au 3e BDP en 1938.

## Source et bibliographie
- Historiques des corps de troupe de l'armée française (1569-1900), Ministère de la Guerre, Paris, Berger-Levrault, 1900.
- Andolenko (général), Recueil d'historique de l'arme blindée et de la cavalerie, Paris, Eurimprim, 1968.
- Suzane (général), Histoire de la cavalerie française, Paris, Dumaine, 1874, 3 vol.
- Historique du 3e Régiment de Dragons 1649-1892, Capitaine André DE BONNIERES DE WIERRE, éditions BOURGEOIS, Nantes 1892.
- Historique du 3e Régiment de Dragons 1649-1986, SHAT 1986.
- Historique du 3e Régiment de Dragons 1649-1997, SHAT 1997.
- Historique du 3e dragons pendant la campagne 1914-1918, Paris, H. Charles Lavauzelle, 1920, 24 p., lire en ligne sur Gallica.
- Journaux de Marches et Opérations du 3e Dragons durant le premier conflit mondial, carnets 1 à 5, SHD.